# Сафарян, Ашот Андраникович
Ашот Андраникович Сафарян (арм. Աշոտ  Սաֆարյան; род. 20 сентября 1954, Ереван) — армянский государственный деятель.
- 1971 — окончил с золотой медалью среднюю школу, а в 1976 — с отличием окончил Ереванский политехнический институт, получив специальность электрика-инженера.
- 1976—1977 — работал инженером-конструктором на Ереванском электротехническом заводе.
- 1977—1980 — окончил в Москве ВНИИ электротехники, а в 1981 — защитил кандидатскую диссертацию.
- С 1980 — работал в Ереванском политехническом институте как старший лаборант, старший научный сотрудник, заведующий отделом научной лаборатории.
- 1983—1984 — прошёл переквалификацию в высшей технической школе (Швейцария).
- 1990—1991 — заместитель председателя в комитете государственной экономики Армении.
- 1991—1997 — был министром промышленности Армении.